# 大闹天竺
《大闹天竺》是王宝强首次执导的一部中国动作喜剧电影，主演包括王宝强、白客、岳云鹏、柳岩等。电影灵感源于中国古典名著《西游记》。2017年1月28日大年初一上映。

## 剧情
唐森及武空、朱天鹏去印度寻找唐森父亲唐宗留下的遗嘱，在新德里遇到受人之托要绑架唐森的美女吴静。武空在危难关头救了唐森，俩人开始了印度的探险，而前方有秘密正等待着他们。

## 角色
| 演員     | 角色   | 备注                                 |
| 王宝强   | 武空   | 唐森的保镖，和唐森一起到印度寻找遗嘱 |
| 白客     | 唐森   | 富二代，盛唐集团总裁唐宗之子         |
| 岳云鹏   | 朱天鹏 | 唐森的跟班                           |
| 柳岩     | 吴静   | 神秘女子，唐森前女友，朱天鹏女友     |
| 林永健   | 金角   |                                      |
| 马浴柯   | 银角   |                                      |
| 陈佩斯   | 唐宗   | 唐森之父                             |
| 朱時茂   | 李長庚 | 盛唐集团员工                         |
| 王祖藍   | 哪吒   |                                      |
| 刘昊然   | 二郎神 |                                      |
| 黄渤     | 唐察蘇 | 唐森之叔                             |
| 六小齡童 | 武聖   | 武空之父                             |
| 六小齡童 | 孫悟空 |                                      |